# Квартальный надзиратель
Квартальный надзиратель или просто квартальный — с 1782 года до середины XIX века должностное лицо городской полиции в Российской империи. Надзирал за порядком в определённом квартале. Аттестовался на должность частным приставом, утверждала его управа благочиния. Должность соответствовала 11 (в столицах 10) классному чину Табели о рангах. Если соискатель имел более высокий классный чин, то он ему оставлялся. Подчинялся частному приставу и Управе благочиния, имел в подчинении квартальных поручиков и ночных сторожей.

## В культуре
Помнишь ли, старый Хайм?
Помнишь ли наш испуг?
Помнишь, как по сёлам дальним
Мы дрожали пред квартальным,
Как с тобой боялись мы его?
- Упоминается в песне Аркадия Северного «Хайм».
- Упоминается в повестях Николая Гоголя «Шинель» и «Нос».
- Упоминается в романе Фёдора Достоевского «Бесы».
- Упоминается в сказке Михаила Салтыкова-Щедрина «Пропала совесть».
- Является главным героем романа Бориса Житкова «Виктор Вавич».